# اعلان (فیلم ۲۰۱۸)
اعلان (به انگلیسی: The Announcement) فیلمی به کارگردانی محمود فاضل جوشکون محصول سال ۲۰۱۸ است.

## داستان
ماه می سال ۱۹۶۳. یک گروه از افسران نظامی که از وضعیت اجتماعی و سیاسی ترکیه ناراضی هستند، برنامه یک کودتا را برای سرنگونی دولت در آنکارا چیده‌اند. در همین حین در استانبول متحدانشان مأموریت مهم گرفتن رادیوی ملی و اعلام یک بیانیه رسمی دربارهٔ کودتا را به عهده دارند. اما به خاطر برخی موانع از جمله باد و بوران ناگهانی، غیبت یک تکنسین رادیو، یک خیانت و بی‌خبری از آنکارا و ناکارآمدی‌های داخلی، آن‌ها نمی‌توانند طبق برنامه پیش بروند و بیانیه موفقیت کودتا را از طریق رادیو اعلام کنند، تازه اگر کودتا در واقع در آنکارا رخ داده باشد. بر اساس وقایع تاریخی روایت فیلم که در طول یک شب اتفاق می‌افتد، فیلم به نوعی بیان دیدگاه فیلم‌ساز دربارهٔ وضعیت سیاسی ناآرام ترکیه در حال حاضر و گذشته‌است.

## جشنواره جهانی فیلم فجر
این فیلم در بخش جلوه‌گاه شرق سی و هفتمین جشنواره جهانی فیلم فجر حضور داشت. این جشنواره از ۲۹ فروردین تا ۶ اردیبهشت ۱۳۹۸ در شهر تهران برگزار شد.